# Tomer Sisley
Tomer Sisley, właśc. Tomer Gazit (ur. 14 sierpnia 1974 w Berlinie) – izraelsko–francuski satyryk i aktor.

## Życiorys

### Wczesne lata
Urodził się w Berlinie w Niemczech Zachodnich, w rodzinie byłych Izraelczyków. Jego ojciec Joseph Sisley był naukowcem w dziedzinie dermatologii. Jego matka była również dermatologiem. Jego rodzice poznali się jako koledzy ze szkoły w Ramat Gan w Izraelu i byli ukochanymi z dzieciństwa. Rodzina jego ojca ma korzenie na Litwie i Białorusi, a matka była Jemenką. 
Jego rodzice rozeszli się, gdy miał pięć lat. W wieku 9 lat opuścił Berlin, aby zamieszkać z ojcem w południowej Francji, gdzie jego ojcu zaproponowano posadę. Uczęszczał do anglojęzycznej szkoły, a następnie do dwujęzycznego Centre international de Valbonne w Sophia-Antipolis koło Nicei we Francji. Studiował w Le Centre International de Valbonne (CIV) w Valbonne. Jego nauczycielem był Jack Waltzer z Actors Studio, z którym pracował ponad dziesięć lat. Przez 5 lat ćwiczył Krav maga, trenował jeździectwo, Ju-jitsu i boks. 

### Kariera
Swoją karierę rozpoczął grając w sitcomach takich jak Studio Południowe (Studio Sud, 1996). Dostrzeżony w spektaklu Jamela w Olympii przez reżysera Jérôme Salle, został zaangażowany do roli tytułowego zawadiaki w filmie Largo Winch (2008).

## Życie prywatne
Ze związku z Julie ma córkę Liv Shayę (ur. 3 października 2008).

## Filmografia

### Filmy
- 2001: Absolutnie fantastyczny (Absolument fabuleux) jako Kevin
- 2003: Labirynt (Dédales) jako Malik
- 2003: Bedwin Hacker jako Chams
- 2005: Trois femmes flics jako Fred
- 2005: Virgil jako Dino Taliori
- 2006: Ty i ja (Toi et moi) jako Farid
- 2006: Narodzenie (The Nativity Story) jako poborca podatkowy
- 2007: Żołnierze mafii (Truands) jako Larbi
- 2008: Kung Fu Panda jako Żuraw (głos)
- 2008: Largo Winch jako Largo Winch
- 2009: Spisek (Largo Winch II) jako Largo Winch
- 2011: Biała noc (Nuit blanche) jako Vincent
- 2013: Kidon jako Daniel
- 2013: Millerowie jako Pablo Chacon
- 2013: Markiza Angelika (Angélique) jako Philippe de Plessis-Bellière
- 2015: Rabin, ostatni dzień (Rabin: The Last Day) jako kierowca Rabina
- 2017: Tysiąc cięć (Le serpent aux mille coupure) jako rowerzysta
- 2019: Lucky Day jako Jean-Jacques
- 2021: Nie patrz w górę jako Adul Grelio
- 2023: BDE jako Dany Frydman
- 2024: Largo Winch 3: Cena pieniądza (The Price of Money: A Largo Winch Adventure) jako Largo Winch

### Filmy TV
- 2002: Double Flair jako Nicolas
- 2003: Vacances mortelles jako Stavros
- 2005: Retiens-moi jako Éric
- 2015: Stavisky, l’escroc du siècle jako Serge Stavisky
- 2017: Miłość w Laponii (Coup de foudre à Noël) jako Martial
- 2023: Comme Mon Fils jako Victor

### Seriale
- 1996: Nieśmiertelny (Highlander) jako Reza
- 1996: Studio południowe (Studio Sud) jako Nico
- 1997: Les boeuf-carottes jako Joe
- 1998: Navarro jako Laurencjusz (Laurent) Fréjus
- 1998: Un homme en colère jako Kamel
- 1999: Nieśmiertelny (Highlander: The Raven) jako Felix
- 2000: Duelles jako Serge Morani
- 2001: Nana, to ja (Nadia Coupeau, dite Nana) jako Fontan
- 2001: Méditerranée jako Mehdi
- 2001: P.J. jako Said
- 2007: La Commune jako Hocine Zemmouri
- 2007: Confidences
- 2015: Ma pire angoisse jako Tomer Sisley
- 2018: Les innocents jako Ronan Berg
- 2018–2019: Philharmonia jako Rafaël Crozes
- 2018-2023: Balthazar jako Raphaël Balthazar, patolog sądowy
- 2021: Matka idealna (Une mère parfaite) jako Vincent Duc
- 2022: Vortex jako Ludovic Béguin